# 셜록 홈즈: 악마의 딸
《셜록 홈즈: 악마의 딸》(Sherlock Holmes: The Devil's Daughter)은 2016년작 어드벤처 게임으로, 프로그웨어스의 셜록 홈즈의 모험 시리즈의 여덟 번째 작품이다. 플레이스테이션 4와 엑스박스 원용으로 출시되었으며, 대한민국에는 인트라게임즈에서 수입했다.

## 성우진
- 알렉스 조던 - 셜록 홈즈
- 애슐리 마걸리스 - 위긴스